# ابوبکر بن العربی

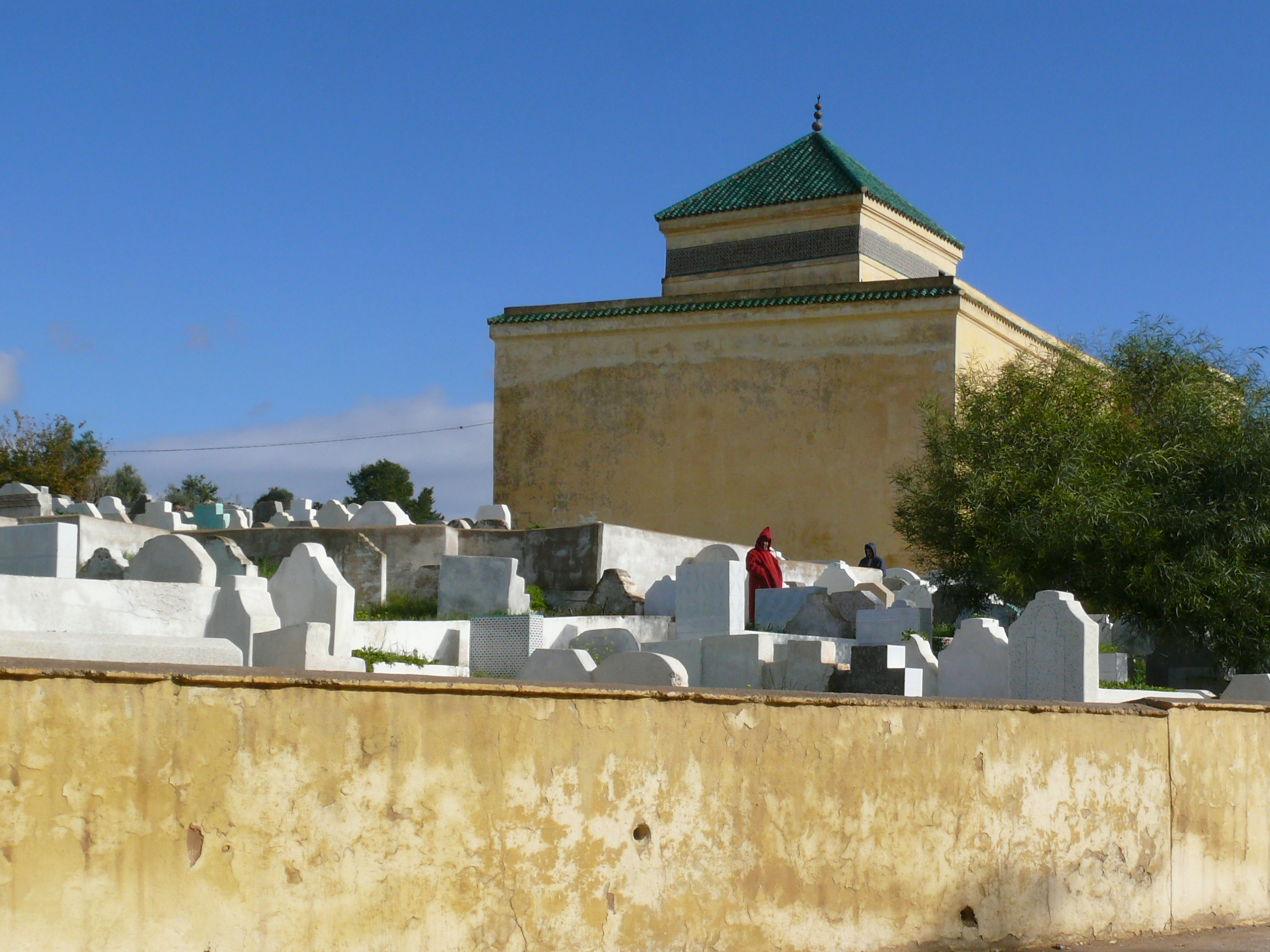
آرامگاه ابوبکر بن العربی در فاس

ابوبکر بن العربی (عربی: أبوبكر بن العربي) (زاده: ۴۶۸ هجری قمری – درگذشته: ۵۴۳ هجری قمری) با نام کامل محمد بن عبدالله بن محمد المعافری، معروف به قاضی ابوبکر بن العربی، الأشبیلی المالکی در سال ۴۶۸ هجری قمری در شهر اشیلیه متولد شد و در کشور خودش نزد ابی عبدالله بن منظور و ابی محمد بن خزرج خواندن و نوشتن آموخت وی سپس به همراه پدرش در سال ۴۸۵ هجری قمری به شام سفر کرد و به شاگردی جمعی از استادان آن زمان مانند نصر المقدسی دانشمند و ابی الفضل بن الفرات و همچنین نفرات دیگری در بغداد مانند ابی طلحه النعالی و طراد و نیز در مصر در مکتب علی الغزالی و ابی بکر الشاشی و… درآمد.
او بخاطر دانشی که داشت مشهور شده بود، و هنرهای گوناگون مانند فقه و اصول و روایت را فراگرفت و در موضوعاتی مانند ادبیات و تفسیر و شعر نیز مسلط شد. او همچنین کتاب‌های فقه، دارایی و تفسیر، ادبیات و تاریخ را طبقه‌بندی کرد. وی در بهار ۵۴۳ هجری قمری در فاس از شهرهای مراکش درگذشت و در آنجا دفن شد. از ابن بیشکوال نقل شده‌است که راجع بوی گفته‌است: امام نگهبان، ختم دانشمندان و محققان اندلس است.

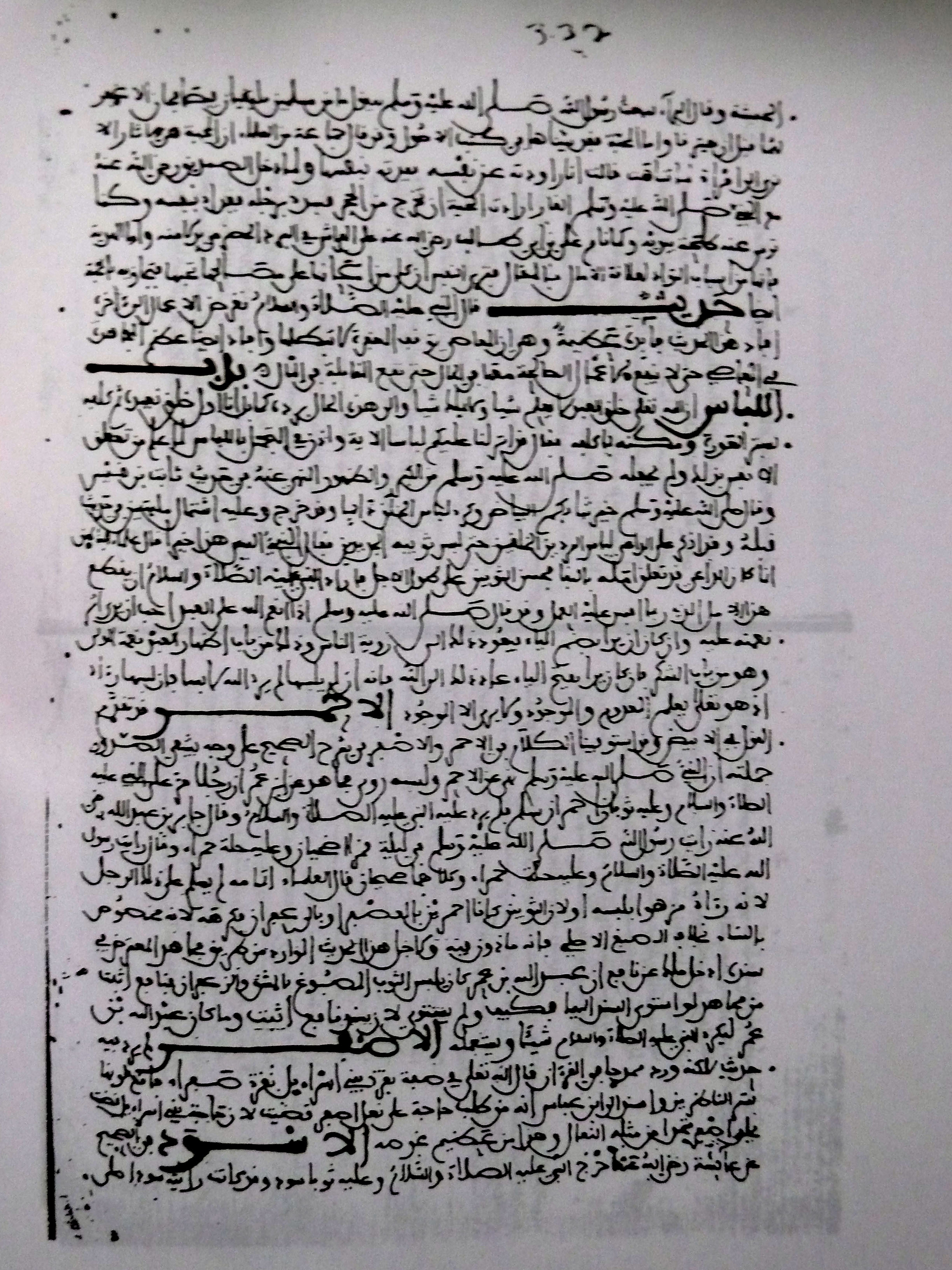
یک صفحه از متون ابوبکر بن العربی به سبک اندلس در قرن ۱۲

## از تألیفات او
- قانون تفسیر
- احکام قرآن
- أنوار الفجر
- ناسخ و منسوخ
- پایتخت‌های قهرمانان
- شرایط حداکثر در توضیح اسامی نیکوی خدا و صفات برتر او
- پیمودن راه بر اساس قدمگاه مالک
- عدالت در موارد مورد اختلاف
- ارشد اشراف
- درآمد در اصول فقه
- کتاب سخنرانان
- قوانین جزئی قرآن که خلاصه ای از کتاب قوانین کلی قرآن است
- کتاب پایتخت‌های قهرمانان یکی از مهمترین نوشته‌های تاریخی است که به دنبال احیای امویان و پاکسازی تاریخ آنها از سوء ظن مورخان و نویسندگان است. او تنها بدنبال احیای امویان نبود، بلکه تحقیقاتش را برای رسیدن به موقعیت‌های صحابه پس از درگذشت پیامبر گسترش داده و به شک و شبه‌ها پاسخ داد.[۷][۸]